# Carmanville
Carmanville es un pueblo canadiense situado en la provincia de Terranova y Labrador.

## Superficie
Carmanville tiene una superficie de 42,68 km².

## Demografía
En 2021, tenía 784 habitantes, una densidad poblacional de 18,4 hab./km², y 457 viviendas.